# 彰化縣立福興國民中學
彰化縣立福興國民中學，是位於臺灣彰化縣福興鄉的縣立國民中學。於1962年以「彰化縣立鹿港中學福興分部」之名創辦，後於1964年正式設置，名為「彰化縣立福興初級中學」，1968年8月改制為國民中學。
該校跆拳道多次獲得全國冠軍，並栽培出多位國家選手。此外，該校曾代表彰化縣參加中華民國107年全民運動會民俗體育團體跳繩計次賽並獲得國中男子組第六名及國中女子組第九名，該校排球隊也在108學年度拿下全國乙級國中排球聯賽男子組第六名。
該校在2008年成立第一屆體育班，專長項目為桌球、田徑以及跆拳道，並在第二屆體育班增加滑輪溜冰項目。